# إدي جريبون
إدي جريبون (بالإنجليزية:Eddie Gribbon) (مواليد 3 يناير 1890 - وفيات 29 سبتمبر 1965).ممثل سينمائي أمريكي . ظهر في 184 فيلما بين من عقد 1910 حتى عقد 1950. وهو شقيق الممثل هاري جريبون.

## روابط خارجية
- إدي جريبون على موقع IMDb (الإنجليزية)
- إدي جريبون على موقع أول موفي (الإنجليزية)
- إدي جريبون على موقع قاعدة بيانات الأفلام السويدية (السويدية)
- إدي جريبون على موقع قاعدة بيانات الفيلم (الإنجليزية)
- إدي جريبون على موقع كينوبويسك (الروسية)